# Pyrodruvsyra
Pyrodruvsyra är en karboxylsyra och den enklaste av α-ketosyrorna. Dess anjon heter pyruvat.

## Kemi
Pyrodruvsyra är en färglös vätska med en lukt som påminner om ättiksyra. Den är löslig i vatten, etanol och dietyleter. Pyrodruvsyra kan framställas genom upphettning av en blandning av vinsyra och kaliumbisulfat, genom oxidation av 1,2-propandiol med hjälp av ett starkt oxidationsmedel (tex. kaliumpermanganat) eller genom hydrolys av acetylcyanid, som bildas genom reaktion mellan acetylklorid och kaliumcyanid:
CH3COCl + KCN → CH3COCN
CH3COCN → CH3COCOOH

## Biokemi
Pyruvat är slutprodukten i glykolysen. Vidare omvandling kan ske på flera olika sätt:
- Pyruvatjonerna omvandlas till acetyl-CoA genom pyruvatdehydrogenaskomplexet vilket ger en NADH. Acetyl-CoA går vidare till citronsyracykeln, NADH går vidare till cellandningen.
- Pyruvat omvandlas till oxalättiksyra genom att lägga till CO2 och H2O. Reaktionen kräver energi och "kostar" en ATP. Oxalättiksyra går sedan in i citronsyracykeln. (Pyruvat kan även omvandlas till äppelsyra på liknande sätt. Även den går in i citronsyracykeln.)
- Vid brist på syre reagerar pyruvatjonerna med NADH och omvandlas till NAD+ och laktatjoner (anjon till och populärt kallad mjölksyra). Detta är en energikrävande reaktion, fördelen är att bristvaran NAD+ frigörs, vilket möjliggör energiproduktion i andra nedbrytningsprocesser. När det blir överskott på syre igen så går reaktionen åt andra hållet, mjölksyran bryts ner till pyruvat igen och NADH återvinns.
- Vissa mikroorganismer (till exempel jästsvampar) kan bryta ner pyruvatjoner till etanol och koldioxid med hjälp av ett enzym som inte finns i djurceller.